# هانتسویل (شهرستان راندلف، ایندیانا)
هانتسویل (به انگلیسی: Huntsville) یک منطقهٔ مسکونی در ایالات متحده آمریکا است که در شهرستان رندولف، ایندیانا واقع شده‌است. هانتسویل ۳۵۳٫۸۸ متر بالاتر از سطح دریا واقع شده‌است.